# Villemardy
Villemardy és un municipi francès, situat al departament del Loir i Cher i a la regió de Centre – Vall del Loira. L'any 2007 tenia 269 habitants.

## Demografia

### Població
El 2007 la població de fet de Villemardy era de 269 persones. Hi havia 102 famílies, de les quals 20 eren unipersonals (8 homes vivint sols i 12 dones vivint soles), 31 parelles sense fills i 51 parelles amb fills.
La població ha evolucionat segons el següent gràfic:
Habitants censats

### Habitatges
El 2007 hi havia 116 habitatges, 103 eren l'habitatge principal de la família, 3 eren segones residències i 9 estaven desocupats. Tots els 116 habitatges eren cases. Dels 103 habitatges principals, 97 estaven ocupats pels seus propietaris i 7 estaven llogats i ocupats pels llogaters; 2 tenien dues cambres, 19 en tenien tres, 23 en tenien quatre i 60 en tenien cinc o més. 87 habitatges disposaven pel capbaix d'una plaça de pàrquing. A 36 habitatges hi havia un automòbil i a 62 n'hi havia dos o més.

### Piràmide de població
La piràmide de població per edats i sexe el 2009 era:
| Homes | Edats   | Dones |
| ----- | ------- | ----- |
| 0     | 95 o +  | 0     |
| 0     | 90 a 94 | 0     |
| 4     | 85 a 89 | 0     |
| 0     | 80 a 84 | 0     |
| 8     | 75 a 79 | 0     |
| 8     | 70 a 74 | 8     |
| 8     | 65 a 69 | 12    |
| 8     | 60 a 64 | 12    |
| 8     | 55 a 59 | 4     |
| 0     | 50 a 54 | 4     |
| 8     | 45 a 49 | 0     |
| 8     | 40 a 44 | 8     |
| 12    | 35 a 39 | 4     |
| 8     | 30 a 34 | 8     |
| 0     | 25 a 29 | 4     |
| 4     | 20 a 24 | 0     |
| 4     | 15 a 19 | 4     |
| 12    | 10 a 14 | 0     |
| 8     | 5 a 9   | 0     |
| 0     | 0 a 4   | 4     |

## Economia
El 2007 la població en edat de treballar era de 176 persones, 142 eren actives i 34 eren inactives. De les 142 persones actives 136 estaven ocupades (75 homes i 61 dones) i 7 estaven aturades (1 home i 6 dones). De les 34 persones inactives 11 estaven jubilades, 16 estaven estudiant i 7 estaven classificades com a «altres inactius».

### Ingressos
El 2009 a Villemardy hi havia 107 unitats fiscals que integraven 265 persones, la mediana anual d'ingressos fiscals per persona era de 20.345 €.

### Activitats econòmiques
Dels 7 establiments que hi havia el 2007, 2 eren d'empreses de fabricació de material elèctric, 1 d'una empresa de construcció, 1 d'una empresa de comerç i reparació d'automòbils, 1 d'una empresa de transport, 1 d'una empresa immobiliària i 1 d'una empresa de serveis.
L'únic servei als particulars que hi havia el 2009 era una lampisteria.
L'any 2000 a Villemardy hi havia 12 explotacions agrícoles.

## Equipaments sanitaris i escolars
El 2009 hi havia una escola elemental integrada dins d'un grup escolar amb les comunes properes formant una escola dispersa.

## Poblacions més properes
El següent diagrama mostra les poblacions més properes.